# Hjältarna i gröna skogen
Hjältarna i gröna skogen (ungerska: Az erdő kapitánya) är en ungersk animerad film från 1988. Filmen regisserades av Attila Dargay och producerades av István Sárosi efter ett manus av Dargay, István Imre och József Nepp med musik av Zsolt Pethő. Filmen producerades av Pannónia Filmstúdió och distribuerades av Helikon Film.
Filmen hade biopremiär i Ungern den 18 februari 1988 och i Sverige 22 februari 1992. Filmen restaurerades av Nationella filminstitutet – Filmarkivet år 2022.

## Rollista
- László Csákányi - Kapten (hund)
- János Gálvölgyi - Korpral Ede Eleméri, plutonchef (mus)
- József Székhelyi - Zéró, huvudskurken (katt)
- György Miklósy - Piroska, Zérós assistent (katt)
- István Mikó - Goliat, med smeknamnet Elefant (loppa)
- László Horesnyi - Utmärkande märke (uggla)
- András Komlós - skogsvaktare Kerek (igelkott)
- Emese Simorjay - Dorka (björn)
- Nóra Tábori - Skogspresidentens fru, Dorkas mormor (björn)
- Endre Harkányi - Dini, Edes kusin (fladdermus)
- Miklós Benedek - Simi Sikló, brottsling i kriminalvården (orm)
- Mátyás Usztics - Szaniszló Szarka, brottsling i kriminalvården (skata)
- Judit Czigány - Vanda Varangy, brottsling i kriminalvården (groda)
- Ferenc Zenthe - professor Arara (kakadua)
- András Márton - Pimpike, senare den blå lyckans fågel (varg)

### Svensk version
- Stig Engström
- Johan Hedenberg
- Karin Miller
- Louise Raeder
- Sture Ström
- Ted Åström
- Regissör och översättare - Leif Hedenberg[1]